# Път от варягите към гърците
Пътят от варягите към гърците (на древноисландски: Austrvegr) е воден път, свързващ Скандинавия със Средиземноморието през Константинопол. Служел за търговски и военни цели. Споменава се от руския летописец Нестор в „Повесть временных лет“ като:
| „ | бѣ путь из Варягъ въ Грѣкы, и изъ Грѣкъ по Днепру... | “ |

Пътят е минавал по Балтийско море през Финския залив, откъдето продължавал по река Нева, езерото Ладога, река Волхов, езерото Илмен, реките Ловат, Куня, Серьожа, Торопа, откъдето достигал през Западна Двина и река Катин до Днепър и Черно море. Имал две разклонения. Първото било към Каспийско море, където се свързвало с т.нар. източен път известен и като Път от варягите към персите, който по Волга и Каспийско море достигал до Голям Иран. Второто западно разклонение преминавало по европейското атлантическо крайбрежие и през Херкулесовите стълбове достигало до Южна Италия (антична Магна Греция) където било основано норманското Сицилианско кралство (ср. Георги Маниак). По западното разклонение/път, норманите нахлули в Англия през 1066 г., а предходно поемайки на запад през Атлантика покрай Гренландия достигнали и до Америка, известна от исланските саги като земята Винланд.
Викингите, известни още на запад като нормани, а на изток като варяги, били основните наемници на византийските императори във византийската армия за борба и противодействие срещу арабско-ислямските завоевания на маврите и сарацините, съответно в Западното и Източното Средиземноморие в периода до кръстоносните походи.
Приема се, че Пътят от варягите към гърците възникнал през IX век, а най-голямо значение придобива през следващите два века X – XI. Първоначално служи за грабителските набези на варягите /или викингите – терминът се тълкува различно от историците/. След време обаче се превръща във важен търговски маршрут между Скандинавия и Византия и през Константинопол – със страните от Леванта и Ориента.
За плаванията си по търговския път северните жители на Скандинавия използвали подходящи неголеми плавателни съдове. Част от стоките се прехвърляли на специално изградени за целта по пътя търговски станции върху по-малки лодки, пригодни за плаване по реки, още повече, че понякога често се е налагало да се гребе по пътя срещу течението на реките. Пътя възникнал като продължение на по-стария търговски път свързващ Швеция през Балтика с Новгород, откъдето по Днепър и Волга скандинавците достигали и търгували с Волжка България, а по-сетне продължили и на юг стигайки и до византийската столица.
Легендата за основаването на Киевска Рус, т.е. първата древноруска държава се свързва с призоваването за князе на Новгород на тримата братя варяги – Рюрик, Синеус и Трувор. През 862 г. те били поканени начело от местните племена, за да въведат ред и да сложат край на междуособните войни. Приема се, че наследниците на Рюрик впоследствие създават Киевска Рус, която е една от двете водещи версии за основата/фундамента на която/който възниква съвременна Русия.